# Zorocrates terrell
Zorocrates terrell is een spinnensoort uit de familie Zoropsidae. De soort komt voor in Mexico. 